# 330省道 (浙江省)
S330省道又称瑞东线，是中国浙江省省道之一，原编号56省道。S330省道路线的起点是瑞安市飞云街道与104国道瑞安飞云江大桥相接，途经仙降街道、马屿镇、高楼镇、文成县峃口镇、大峃镇、百丈漈镇、西坑畲族镇,终点为景宁畲族自治县东坑镇，与S228省道相接,是瑞安西部和文成县的重要通道。